# Matky (film, 2021)
Snímek Matky je česká komedie seriálového režiséra Vojtěcha Moravce a novopečených scenáristek Vandy Zaplatílkové Hutařové a Sandry Novákové, která je rovněž režisérovou partnerkou.
Jde o příběh čtveřice celoživotních kamarádek, kterým nechybí elegance, sebevědomí ani inteligence; jedna každá se po svém vyrovnává s novou životní rolí. Scenáristka Zaplatílková v tiskových informacích uvedla, že při psaní myslela na konkrétní typ diváka, totiž „na novopečené matky, které si stále dokola dělají starosti s těmi samými věcmi“.
Natáčení Matek ještě před první klapkou na jaře 2020 zastavila pandemie covidu-19; premiéra filmu v kinech, původně naplánovaná na 26. listopad 2020, byla z týchž důvodů posunuta; proběhla 24. června 2021. Koproducenty filmu jsou Bontonfilm Studios a FTV Prima. Titulní píseň k filmu nazpívali Berenika Kohoutová a Jakub Prachař.

## Obsazení
| Hana Vagnerová      | Sára           |
| Petra Hřebíčková    | Hedvika        |
| Sandra Nováková     | Zuzana         |
| Gabriela Marcinková | Eliška         |
| Jakub Prachař       | Jirka          |
| Jiří Langmajer      | Milan          |
| Štěpán Benoni       | Zdeněk         |
| Vladimír Polívka    | David          |
| Václav Neužil       | Kamil          |
| Zuzana Mauréry      | Eliščina matka |
| Viktor Preiss       | Eliščin otec   |
| Alena Mihulová      | Zuzanina matka |
| Ondřej Pavelka      | Zuzanin otec   |
| Anna Polívková      | Plavčík        |
| Jan Dolanský        | Řidič dodávky  |
| Filip Rajmont       | Revizor        |

## Kritika
- Mirka Spáčilová, Mladá fronta DNES / iDNES.cz 45 %[6][7]
- Věra Míšková, Právo / Novinky.cz 30 %[1][2]